# Batrachomatus
Batrachomatus is een geslacht van kevers uit de familie  waterroofkevers (Dytiscidae).
Het geslacht is voor het eerst wetenschappelijk beschreven in 1863 door Clark.

## Soorten
Het geslacht omvat de volgende soorten:
- Batrachomatus daemeli (Sharp, 1882)
- Batrachomatus wingii Clark, 1863